# 駐車場管制設備
駐車場管制設備（ちゅうしゃじょうかんせいせつび）とは駐車場内の安全を確保し、空車・満車の案内や空きスペースへの誘導、駐車場内の事故を防止するために設けられる設備である。
一般的には建物内の自走式駐車場や機械式駐車場を利用する車両に安全・円滑に誘導すると共に、公道と接する部分で入出庫する車両が公道を通行する車両・歩行者の通行に支障をきたさないために設置する。

## 種類

### 車体検知器
車両の検出方式は、赤外線ビーム方式・ループコイル方式・テープスイッチ方式・超音波式などがある。車体検知器により車両を検知することで、信号制御盤に情報を送る。
赤外線ビーム方式は投光器から常時発する赤外線を、車両が遮断することで検出する。この時、投光器と受光機で1組としている。1 - 2 m離して2組を設置することで、車両と歩行者で区別できるようにする。赤外線ビーム式は降雪時に赤外線が遮断される場所では不適である。器種はスタンド型・壁露出型・壁埋込型に分けられる。
ループコイル方式はケーブルまたは絶縁電線を長方形状にループ化させ、磁力線が発生するよう高周波電流を供給させたものである。車両がループコイル上を通過することでコイルのインダクタンスの変化を電圧・位相変化に変換することで車両を検知する。ループコイルは通常5 cm程度の深さに埋設し、鉄筋などの鉄構造物からできるかぎり離隔を取る。国土交通省の基準では長辺・短辺の和でLPC-3（3000 mm以下）、LPC-4（3001-4000 mm）、LPC-5（4001-5000 mm）、LPC-6（5001-6000 mm）と器種が分けられており、ループコイルの太さは製造者の標準に任せている。
駐車マスに駐車車両があることを検知するため、車室センサーに超音波式の車体検知器が用いられる。

### 信号灯
駐車場の出入口や駐車場内の交差点に設置されるもので、運転者や歩行者に注意を促すものである。2位信号灯・1位信号灯・黄色回転ブザー灯（回転警報灯）・文字表示式注意灯などがある。
信号灯は大型車両の通行の妨げとならない位置で、見やすい場所を選定する。天井吊り下げ形・自立形・壁掛形がある。レンズ径は120 mm以上で、レンズには硬質ガラスまたは耐熱アクリルが用いられる。
駐車場出口に設けられるものは出庫注意灯（出庫警報灯・出口注意灯）と呼ばれ、公道を通行する車両や歩行者に注意を促す。部位は本体とグローブに分かれ、国土交通省の基準ではグローブには厚さ2 mmのポリカーボネートが用いられる。閃光または点滅は1分間に120回以上とする。

### 満車表示灯
満空灯とも。全階満車表示灯・全階駐車状況表示灯・各階満車表示灯などがある。駐車場の入口付近にあるものは入口表示灯と呼ばれ、駐車場の位置を示す役割も持つ。表示方法によって、電照式・フィルム字幕切替表示式・文字板回転式に分類される。

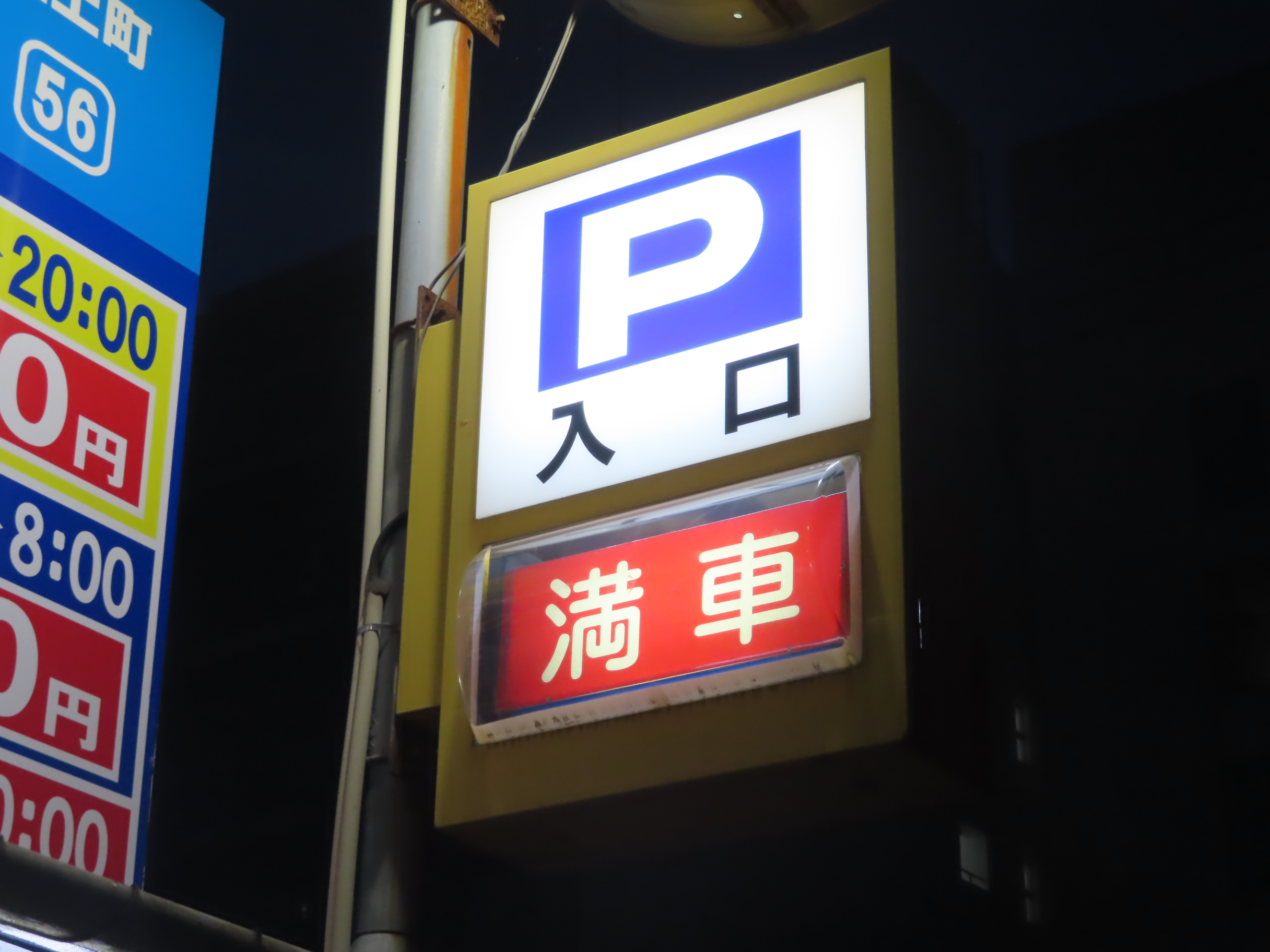
入口表示灯（満車）

### まねき灯
駐車スペース毎に設置し、空いた駐車スペースに利用者を誘導する。

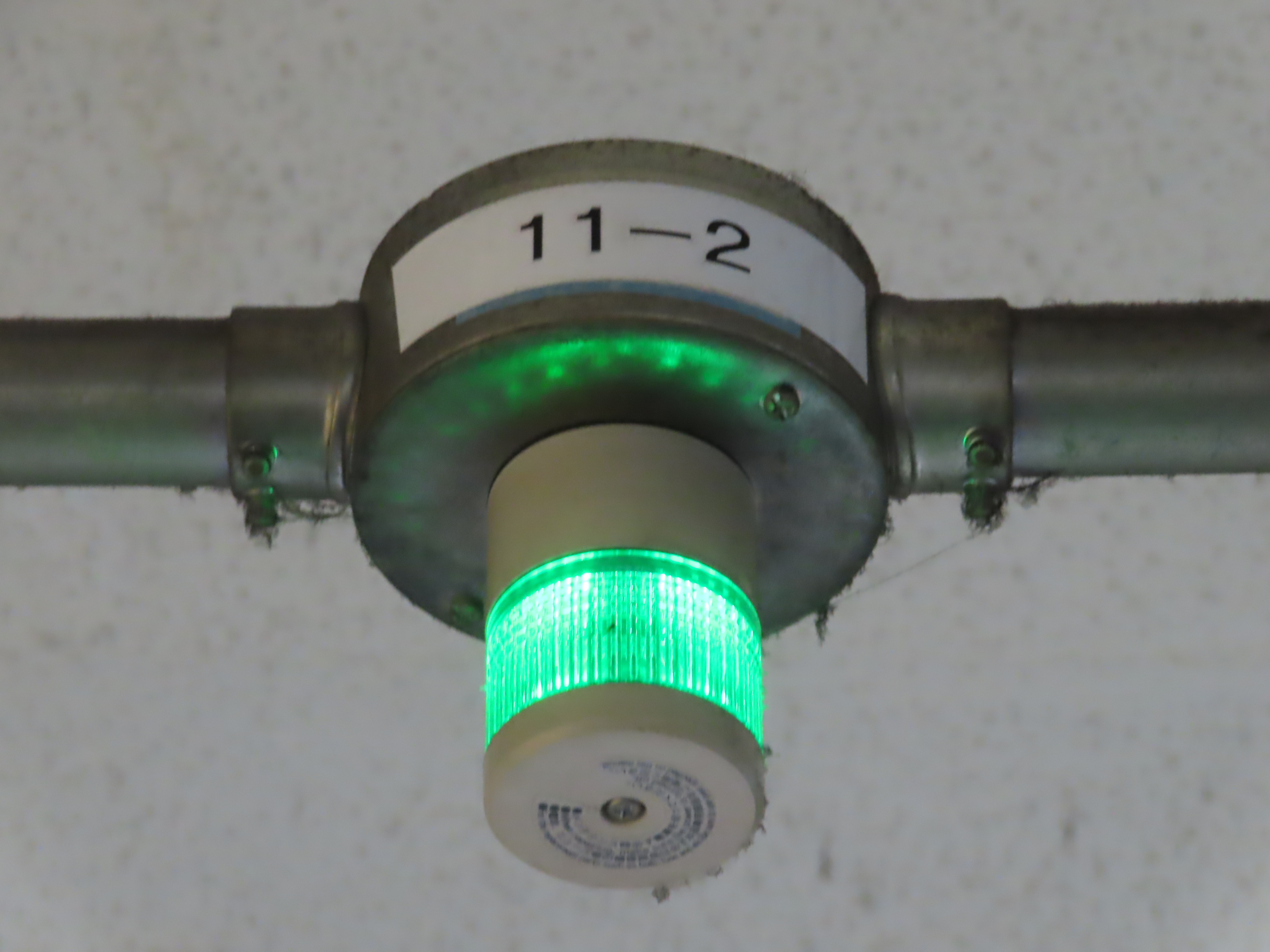
まねき灯

### 信号制御盤
各種表示灯・信号灯の制御を行う。制御方式は、車両の通過見込時間設定によるタイマ復帰式（時限制御式）、車路内の車両が0台になったときに信号を復帰させる方式（閉塞制御式）、検知器によって車両の進行方向を判別する方向選別方式などがある。

### 自動料金精算システム
有料駐車場では、入口に駐車券発行機とゲートバー、出口に自動料金計算機と精算システムを設ける。入庫のみ駐車券を発券し、出庫は人が精算する半自動式のシステムもある。ビルの地下にゲートバーを設置する場合は、高さを抑えるために屈折式のゲートバーを設ける。出入口にナンバープレートを認識できるカメラを設置し、事前精算した車両や契約車両は自動的にゲートが開くようにして入出庫の時間を短縮させたシステムを設けることもある。

小規模な駐車場では、赤外線で車両を検知した後にフラップ板を上昇させ、自動料金精算機で精算後に出庫できるようにするフラップ式が普及している。フラップ板は前輪と後輪の中間位置に設置される。

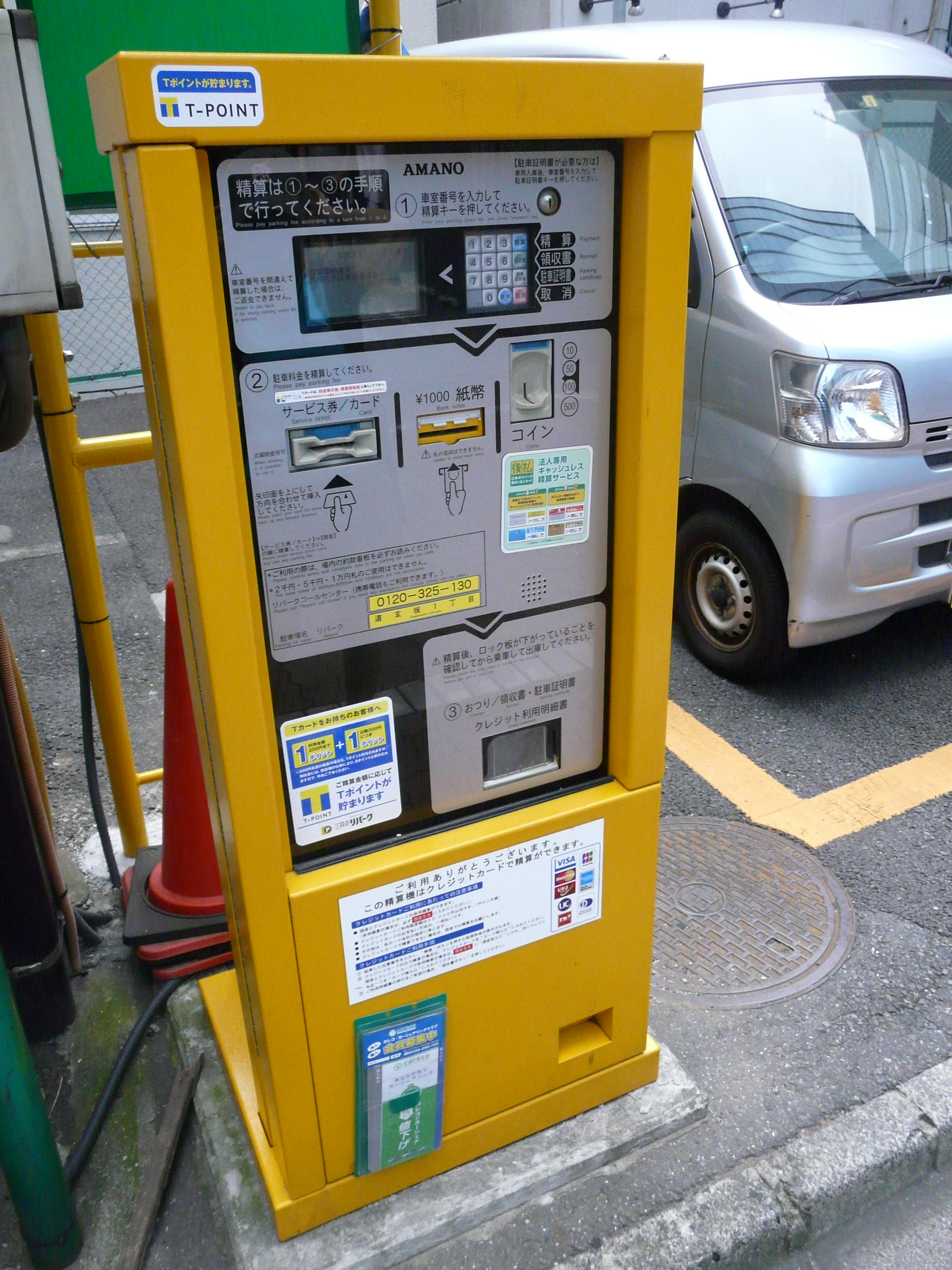
自動精算機

### カーゲート
カーゲートは本体・バー・バーキャッチャーに分かれる。バーは直線系・屈曲形があるが、国土交通省の基準ではいずれも最長で3000 mm以下としなければならない。屈曲形の場合、バーが上がった時は地上から2300 mm以上の位置にバーが来るようにする。バーの材質は鋼材・グラスファイバ・アルミが用いられる。

### 管理室
駐車場内の機器の動作状況、駐車台数や駐車スペースごとの駐車在否などを確認できる機器を設ける。ITVカメラを設けることでモニタ管理も行うようにする。